# Calymmaria
Calymmaria är ett släkte av spindlar. Calymmaria ingår i familjen panflöjtsspindlar.

## Dottertaxa tillCalymmaria, i alfabetisk ordning[1]
- Calymmaria alleni
- Calymmaria aspenola
- Calymmaria bifurcata
- Calymmaria californica
- Calymmaria carmel
- Calymmaria emertoni
- Calymmaria farallon
- Calymmaria gertschi
- Calymmaria humboldi
- Calymmaria iviei
- Calymmaria lora
- Calymmaria minuta
- Calymmaria monicae
- Calymmaria monterey
- Calymmaria nana
- Calymmaria orick
- Calymmaria persica
- Calymmaria rosario
- Calymmaria rothi
- Calymmaria scotia
- Calymmaria sequoia
- Calymmaria shastae
- Calymmaria sierra
- Calymmaria similaria
- Calymmaria siskiyou
- Calymmaria sueni
- Calymmaria suprema
- Calymmaria tecate
- Calymmaria tubera
- Calymmaria virginica
- Calymmaria yolandae